# Orloff (diamant)
Pour les articles homonymes, voir Orloff.
L'Orlov (quelquefois écrit Orloff) est un grand diamant dont la forme et les proportions sont celles de la moitié d'un œuf de poule. Cette pierre a été volée au  XVIIe siècle à  Mysore dans un temple hindou en Inde du Sud, puis achetée par Grigori Orlov pour l'offrir à Catherine II de Russie. Le diamant est maintenant[Depuis quand ?] exposé à la fondation du diamant au Kremlin, où il orne le Sceptre Impérial.

## Historique
Les origines lointaines de l'Orlov ont été oubliées avec le temps, mais on signale en particulier que le diamant a par le passé servi d'œil pour la statue de la principale divinité du temple de Sri Ranganathaswamy de Srirangam. L'homme jugé responsable de son enlèvement était un déserteur français, un grenadier des guerres carnatiques qui s'est apparemment converti à l’hindouisme et adorateur du temple depuis de longues années. Nul ne sait si la conversion de ce déserteur était motivée par l'adoration ou uniquement pour accéder à la statue.
Le temple, situé sur une île du fleuve Kâverî, était entouré de sept clôtures. Aucun chrétien n'avait jamais été autorisé à aller au-delà de la quatrième. Après avoir volé la pierre de la maison sacrée autour de 1750, peut-être après un certain nombre d’années de planification patiente, le déserteur s'est sauvé à Madras où il aurait trouvé la protection de l'armée britannique, comme acheteuse.
La pierre, jusqu'ici anonyme, est passée de négociant en négociant, apparaissant par la suite en vente à Amsterdam. Saleras, un marchand arménien, qui a alors possédé la pierre, a trouvé un acheteur pour le compte de Grigory Grigorievich Orlov. Le prix payé aurait été de 1 400 000 florins néerlandais, soit alors 400 000 roubles.
Quelques années avant l'achat, Grigori Orlov avait eu une relation avec Sophie Frederick Augusta. Cette princesse allemande était destinée à devenir Catherine II de Russie. Il chercha à rallumer leur romance désespérée en lui offrant le diamant, car on lui avait dit qu'elle le souhaitait. Bien qu'il ne regagnât pas son affection, il reçut beaucoup de cadeaux de Catherine, dont un palais de Marbre à Saint-Pétersbourg.
Catherine a baptisé le diamant après la rupture. Avec son bijoutier, C. N. Troitinski, elle conçut un sceptre incorporant l'Orloff. Ce sceptre, maintenant connu sous le nom de Sceptre Impérial, a été réalisé en 1784. Une description en est donnée par Burton (1986).
Le sceptre est un axe poli dans trois sections réglées, orné de huit anneaux de diamants taillés, d'environ 30 carats (6 g) chacun, avec quinze autres pesant environ 14 carats (2,8 g) chacun. L'Orloff est placé au-dessus, sa face bombée orientée vers l'avant. Au-dessus de lui est placé un aigle à double tête avec les armoiries de la Russie émaillées sur son sein.

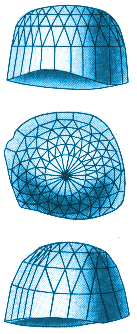
Croquis du diamant d'Orloff d'après Max Bauer

L'Orloff est une rareté parmi les diamants historiques, parce qu’il possède une taille indienne originale en rose. Sa couleur est blanche avec une teinte bleuâtre vert clair. Les données du Kremlin indiquent que les dimensions de l'Orloff sont 32 × 35 × 31 mm, son poids étant de 189,62 carats (37,924 g).
Un certain nombre de sources[Lesquelles ?] entretiennent la croyance que l'Orloff est une partie du Grand Mogol et donc la même pierre qui aurait disparu après le pillage de Delhi en 1739. Au début du XXIe siècle, la plupart des historiens conviennent que les deux diamants ont des origines complètement différentes. Il est également sans rapport direct avec le black Orlov.